# Зраджена революція
«Зраджена революція: що таке СРСР і куди він іде?» (рос. Преданная революция: что такое СССР и куда он идёт?) — книга про стан СРСР у 1930-і роки, написана Левом Троцьким 1936 року. Становить собою одну з найбільш значущих праць автора. У ній проводиться аналіз радянського політичного режиму — він визначається як «деформована робітнича держава» й «бюрократичний абсолютизм», ― а також прогнозується його подальший розвиток; проводяться паралелі між сталінським СРСР та гітлерівською Німеччиною; робиться прогноз про прийдешню війну. Книга критикувала сталінізм. Була перекладена багатьма мовами; уперше видана в Радянському Союзі 1991 року.

## Опис та історія
Цю працю Лев Троцький написав за сприяння свого сина ― Лева Сєдова ― у період «норвезького відлюдництва» революціонера: після вигнання з СРСР, під час вимушеної еміграції у Норвегії. Їй передувала маса статей і листів автора на тему Радянської Росії. Первісною назвою книги, вперше виданої у 1936 році, була «Зраджена революція». У першому ж російськомовному виданні у Парижі вона називалася «академічніше»: «Що таке СРСР і куди він іде?». Текст російськомовного видання і видань іншими мовами дещо відрізняється (через доповнення автора, зроблені навесні 1937 року), що призводить до плутанини: інколи роботу Троцького, випущену під різними заголовками, називають двома різними публікаціями.
Книжку підготували до друку всього за декілька тижнів до початку Першого московського процесу над «троцькістами». За мету цього видання Троцький мав таке: «правильно оцінити те, що є, аби ліпше зрозуміти те, що настає». Сам автор оцінив цю книжку як «головне діло свого життя».
Щойно рукопис був представлений у Франції — у видавництві «Грассі» — він опинився у полі зору сьомого відділку ГУДБ СРСР: детальні свідчення про припустиму публікацію й переклад (одразу кількома мовами) доповіли радянському керівництву. Фрагменти рукопису, а можливо й увесь текст, опинилися у Москві.

## Критика

### Про сталінізм
Професор Барух Кней-Паз охарактеризував роботу Лева Троцького як «основний твір про сталінізм». Він також звертав увагу на «підзаголовок» книги, який став другою назвою: передбачається, що це і є головне питання, яке цікавило знаменитого революціонера в той історичний період.
Автори чотиритомної біографії Троцького Юрій Фельштинський та Георгій Чернявський називали книгу «Зраджена революція» «однією з найбільш значущих робіт» колишнього наркома, присвячених стану справ в СРСР у 1930-і роки. З цією думкою в 1990 році погоджувався й історик Юрій Ємельянов, називаючи цю книгу найповнішим і найзначнішим твором Лева Давидовича, в якому підсумовується як оцінка СРСР, так і світового розвитку загалом — це його «політичний заповіт», у якому «проявляються як слабкість, так і сила мислення Троцького». Дещо іншої думки дотримувався радянсько-російський біограф Троцького, генерал Дмитро Волкогонов: він, посилаючись на судження Віктора Сержа, називав книгу «лютою, але громіздкою і написаною поспіхом, наповненою пророцтвами, жорсткими оцінками та категоричними (але суперечливими) висновками». Водночас Волкогонов вважав, що саме «Зраджена революція» (назву якої він іноді подає як «Революцію зраджена») остаточно переконала Йосипа Сталіна в особливій небезпеці Троцького: «силою свого пера… Троцький був здатний постійно завдавати ідеологічних, літературних ударів…».
Ю. Ємельянов також стверджував, що «книга була відповіддю [Троцького] на численні твори відомих письменників і громадських діячів Заходу з позиції симпатії до СРСР», що вірно підмічав їх поверхневий характер. У цьому «образ Радянського Союзу, створюваний Троцьким… відбивав й не так об'єктивну реальність, скільки уявлення про [Радянському союзі] вождя IV Інтернаціоналу у межах його концепції світової революції». Зокрема, «за Л. Д. Троцьким, соціалістична революція в СРСР мала сенс лише через те, що сприяла успіху світової революції».
Фельштинський та Чернявський звертають увагу на готовність автора використовувати нові фактичні дані про стан справ у СРСР (наприклад, «численні свідчення нерівномірності успіхів радянського виробництва») для перегляду, виправлення та доповнення своїх теоретичних схем — водночас вони наголошують на його неготовності «відкинути» або переглянути марксистські догми. Біографи помічають «комуністичний утопізм» і «фанатизм» Троцького, який проігнорував «природу людей» і продовжував вважати (слід за Марксом) розвиток виробничих сил ключем до побудови комунізму. Вони також фокусуються на якісній відмінності між сталінським «загостренням класової боротьби» у міру просування до соціалізму та поглядом Троцького на «поступове відмирання заходів адміністративного примусу» (у зв'язку з настанням «економіки достатку»).

### Основні питання й відповіді
На думку Фельштинського та Чернявського, Троцький у книзі намагався відповісти на два «корінні питання»: чи існує соціалістичне суспільство в СРСР і чи є ризик «капіталістичної реставрації» в Радянському Союзі?
|  | Військова інтервенція є небезпечною. Але й інтервенція дешевих товарів, в обозі капіталістичних армій, була б незрівнянно небезпечнішою. |

Для позначення поточного стану справ у Радянському Союзі Лев Давидович використав формулювання «деформована робітнича держава», різко відкидаючи термін «державний капіталізм». При цьому окремий розділ книги був присвячений посилюваній ролі бюрократії — цього «буржуазного», на думку Троцького, органу:
|  | Свинцевий зад бюрократії переважив голову революції. |

У цьому «обвинувальному акті проти бюрократії», «різко засуджуючи» помилки та прорахунки в економічній політиці СРСР, Лев Давидович пояснював загальне господарське відставання Росії від «передових капіталістичних країн» насамперед «відсталою вихідною базою соціалістичного будівництва». При цьому, говорячи про майбутнє Радянського Союзу, Троцький передбачав можливість переродження радянської бюрократії в новий майновий клас, в якому колишні управлінці (експропріювавши державу) стануть новими «власниками-акціонерами трестів та концернів». Троцький робив прогноз: або робітничий клас переможе бюрократію, або чиновник «з'їсть робітничу державу». Доктор економічних наук Солтан Дзарасов називав цю книгу, поряд з «Історією російської революції», такою, що «заслуговує на особливу увагу». Він охарактеризував її як «пророчу працю…, яка пояснює виродження радянської системи та містить передбачення її майбутньої долі, що виправдалося на наших очах».
Фельштинський і Чернявський відзначають непослідовність Троцького у спробі знайти соціальне коріння посилення партійного апарату — цього «радянського термідора», не описаного раніше у межах марксизму. Диктатура Сталіна являла собою, на думку колишнього наркома, не що інше, як політичний вираз інтересів бюрократії, зовсім відірваної від мас — «керівна» роль партії насправді нікуди суспільство не спрямовувала, а лише маскувала собою посилення державної бюрократії.
|  | У [книзі] простежується думка, що революція виродилася в тоталітарну диктатуру, яка підтримується, як вважав Троцький, завдяки зусиллям нового класу радянської бюрократії. Причиною цього виродження, на його думку, стало протиріччя між низьким рівнем розвитку продуктивних сил та насильно нав'язаними ним передовими соціалістичними формами. В умовах злиднів та дефіциту продуктів бюрократія перетворилася на верховного арбітра. |

При цьому спроба порівняння СРСР з недавно виниклим Третім Райхом, названа Фельштинським і Чернявським «сміливою», особливо у формулюванні «сталінізм і фашизм… являють собою симетричні явища. Багатьма своїми рисами вони вбивчо схожі…». З важливих положень роботи вони також відзначають заклик Троцького до нової революції в СРСР (цього разу проти «бюрократичного абсолютизму», абсолютизму «жадібної, брехливої та цинічної касти правителів») та створення багатопартійної політичної системи.
У цілому ж, «за аналітичним рівнем, за ступенем узагальнень» дана книга одного з «вершителів доль» XX століття «стояла набагато вище за публіцистичні твори про Сталіна» — була роботою «програмного характеру». Дискусії про багато тез, озвучених вперше у «Зрадженій революції» — у цьому маніфесті «нового троцькізму», в «одній з видатних книг сторіччя» та «Біблії троцькістських сект», — не вщухають і в XXI столітті, справляючи «суттєвий вплив на частину інтелігенції та студентства в капіталістичних країнах».
Професор Микола Васецький у 1991 році стверджував, що саме в книзі «Зраджена революція» Троцький дав «закінчене трактування» тези, «надзвичайно важливої» для подальшого розвитку троцькізму — тези про необхідність здійснення нової політичної революції в СРСР. Водночас Васецький висловлював сумніви у серйозності заклику Лева Давидовича, який мав безпосередній стосунок до формування радянської однопартійної системи, до «відновлення радянських партій». Він зазначав відсутність деталей у тезі, озвученому Троцьким у книзі: незрозуміло, які конкретно партії (меншовицьку, есерівську?) планував повернути з небуття колишній нарком. При цьому професор Володимир Мамонов в 1991 звертав увагу, що сам Васецький не включив жодного уривка з «Відданої революції» в перше за 61 рік видання творів Троцького в СРСР (збірка «До історії російської революції»).

### Песимізм, авантюризм і самообман
Визначаючи книгу як «пронизану песимізмом», інший біограф Троцького — Ісаак Дойчер — звертає увагу на загальну точність прогнозу автора про війну, яку «у Гітлера набагато менше шансів, ніж у Вільгельма II, довести до перемоги». На думку Дойчера, у цій «концентрації трагічних філіппік» Троцький «поривав» із Радянським Союзом. Ю. Ємельянов вважав, що цей «класичний твір марксистської літератури», створений Левом Давидовичем, був «яскравим свідченням ідейного тупика політичного авантюризму».
Польські дослідники Єжи Вятр та Анджей Валицький позитивно ставилися до висновків, що містяться в книзі, — вони цінували теоретичну спадщину Троцького, незалежно від оцінки його «практичної політичної діяльності». У той же час філософ Лешек Колаковський і теоретик марксизму Тоні Кліфф разом зі своїми прихильниками бачили в «Відданій революції» та інших антисталінських роботах колишнього наркома лише «відчайдушний самообман» — спробу навіяти світові (і самому собі) думку про те, що «сталінський деспотизм не мав нічого спільного з Жовтневою революцією». Вони також наголошували на надмірному «оптимізмі» автора щодо подальшої долі СРСР.

## Вплив
Ісаак Дойчер стверджував, що ідеї та аргументи, які висловив Троцький у своїй «найтруднішій» праці — «Зрадженій революції», — справили вплив на численні пізніші твори інших авторів, зокрема художню літературу. До таких він прилічував: книгу «Революція директорів» Джеймса Бернгама, праці Іґнаціо Сілона й Артура Кестлера, роман «1984» Джорджа Орвелла, а також статті багатьох радянознавців і «пропагандистів холодної війни».
До аналізу книги зверталися багато дослідників — в одній зі статей західних економістів була навіть спроба формалізувати і вивчити підхід Троцького зі «Зрадженої революції», використовуючи математичну теорію катастроф.

## Видання й переклади
Книгу з самого початку передбачалося видати кількома мовами: французький переклад здійснив Віктор Серж, німецькою мовою рукопис перекладала дружина німецького троцькіста Пфюмферта, у Чехословаччині виданням займався В. Бурян. Крім того, Троцький отримав пропозицію від польського видавництва «Видавництво Польське», що у Варшаві. Вже 1938 року перекладена «Зрадженя революція» з'явилася у Китаї. До 1989 року лише в США вона була перевидана дев'ять разів.
1990 року в СРСР фрагмент книжки — розділ «Соціальне коріння термідора» — вийшов у Віснику Ленінградського університету.

## Текст книги
- російською;
- англійською;
- французькою.

### англійською
- Burkett J. P.. Soviet Economic Development: A Fold Catastrofe?. — Comparative Economic Studies, 1987. — Т. XXIX, № № 3 (23 листопада). — С. 70—93.
- Gilbert F., Large D. C. The End of the European Era: 1890 to the Present. — 6th. — New York : W. W. Norton & Company, 2008. — 666 с. — (The Norton History of Modern Europe) — ISBN 978-0393930405.
- Heywood A. Bureaucratic power: out of control? // Politics. — 4th. — N. Y. : Palgrave Macmillan, 2013. — 520 p. — (Palgrave Foundations Series) — ISBN 9781137272447.
- Knei-Paz B. The Social and Political Thought of Leon Trotsky. — 1th. — N. Y. : Oxford University Press, 1978. — 652 с. — ISBN 9780198272335.
- Lamont S.. How Stalin falsified history of Russian Revolution. — The Militant, 2004. — № № 43, вип. 68 (23 листопада).
- McCauley M. Trotsky // Who's Who in Russia Since 1900. — London & New York : Routledge, 2002. — 296 p. — ISBN 9781134772148.
- Sinclair L. Trotsky. A Bibliography. 2 vol. — Camelot Press Ltd. — Brookfield : Gover Publishing Company, 1989. — Т. 2. — 1350 p. — ISBN 0-85967-820-2.

### польською
- Ługowska U., Grabski A. Trockizm. Doktryna i ruch polityczny. — Warszawa : Trio. — ISBN 978-83-88542-51-6.

### російською
- Белых А. А. Введение; Л.Д.Троцкий и возможность построения социализма // Лев Троцкий и политика экономической изоляции = Leon Trotsky and the politics of economic isolation / Р. Б. Дэй; науч. ред. А. А. Белых; пер. с англ. А. В. Белых. — М. : Дело, 2013. — 469, [1] с. — (Экономическая история в прошлом и настоящем / Российская акад. народного хозяйства и гос. службы при Президенте Российской Федерации) — 1000 прим. — ISBN 978-5-7749-0766-3.
- Васецкий Н. А. Возвращающийся пророк (послесловие) // Троцкий в изгнании: пер. с англ. / И. Дойчер. — М. : Политиздат, 1991. — 590 с. — ISBN 5-250-01472-0.
- Волкогонов Д. А. Троцкий. Политический портрет. — М. : АСТ, 1998. — Т. 2. — 416 с. — (Всемирная история в лицах) — ISBN 5-237-00974-3.
- Дзарасов С. С. Из вступительной статьи. О чем говорит контрпроцесс Троцкого? Жить не по лжи, а по правде! // Контрпроцесс Троцкого: Стенограмма слушаний по обвинениям, выдвинутым на московских процессах 1930-х гг. Пер. с англ = The case of Leon Trotsky. Report of Hearings on the Charges Made Against Him in the Moscow Trials / Л. Д. Троцкий, Дж. Дьюи. — URSS, 2017. — 608 с. — ISBN 978-5-9710-2568-9.
- Емельянов Ю. В. Последние политические программы и прогнозы Троцкого. — Париж : Социологические исследования, 1991. — Т. 1, № 1 (Март). — С. 76—81. — ISSN 1994-2796.
- Мамонов В. Ф. Возвращение Троцкого. — Вестник Челябинского государственного университета, 1991. — Т. 1, вип. 1. — С. 76—81. — ISSN 1994-2796.
- Троцкий Л. Лев Седов: сын, друг, борец. Посвящается пролетарской молодежи. — Париж : Бюллетень оппозиции[ru], 1938. — № 64 (Март).
- Фельштинский Ю., Чернявский Г. Начало литературной деятельности в эмиграции // Лев Троцкий. Книга 4. Враг №1. 1929—1940 гг. — М. : ЗАО Издательство Центрполиграф, 2013. — 544 с. — ISBN 978-5-227-04154-8.
- Хейвуд Э. Политология: Учебник для студентов вузов / Пер. с англ. под ред. Г. Г. Водолазова, В. Ю. Вельского. — М. : Юнити-Дана, 2005. — 544 с. — (Серия «Зарубежный учебник») — ISBN 5-238-00814-7.
- Черняев В. Троцкий // Критический словарь русской революции. 1914—1921 = Critical companion to the Russian revolution: 1914—1921 / Э. Актон[en], У. Г. Розенберг, В. Ю. Черняев (сост.). — 2-е изд., испр. и доп. — СПб. : Нестор-История, 2014. — 768 с. — 1000 прим. — ISBN 978-5-4469-0360-3.